# A90 road
Die A90 road (englisch für ‚Straße A90‘) ist eine Fernstraße in Schottland, die Edinburgh mit Fraserburgh verbindet. Sie stellt eine bedeutende Verbindung des Central Belts mit der den Regionen Dundee, Angus und Aberdeenshire dar.

## Verlauf
Sie beginnt im Zentrum von Edinburgh und verlässt die Stadt in westnordwestlicher Richtung, um auf der Forth Road Bridge den Firth of Forth zu überqueren. Wenige Kilometer weiter auf Höhe Inverkeithing wird die A90 dann zunächst aufgelöst und nahtlos in die Autobahn M90 überführt. Am Endpunkt der M90 östlich von Perth wird die Autobahn dann wieder zur A90 herabgestuft. Die A90 führt weiter in nordöstlicher Richtung bis Dundee, wo sie in Richtung Norden abknickt und nach der Umfahrung von Forfar wiederum eine nordöstliche Richtung einschlägt. Bei Stonehaven erreicht sie Nordseeküste und folgt im Wesentlichen der Küstenlinie bis Aberdeen. Von dort aus verläuft die A90 zunächst in nördlicher Richtung, schließt in einem weiten Halbkreis geführt Peterhead an das Straßennetz an und erreicht schließlich Fraserburgh an der Nordküste von Aberdeenshire. Im Stadtzentrum trifft sie auf die aus südwestlicher Richtung kommende A98, wobei beide Straßen ihren Endpunkt finden.

## Ausbau
Zwischen Edinburgh und Aberdeen ist die A90 in der Regel vierspurig ausgebaut und verjüngt sich ab Höhe Balmedie auf zwei Fahrspuren. In den 2000er Jahren wurden Pläne zum vierspurigen Ausbau der A90 auf einem acht Kilometer langen Abschnitt nördlich von Balmedie bis südlich von Ellon erarbeitet. Im Zuge der Arbeiten soll auch der Streckenverlauf begradigt werden. Nachdem der Ausbau 2009 beschlossen wurde, sollte die gerichtliche Klärung von Klagen bis 2012 andauern. Im Februar 2015 begannen die auf zwei Jahre projektierten Arbeiten. Zuletzt wurde eine Verzögerung der Fertigstellung bis in den Winter 2017/2018 bekanntgegeben.
Weiter nördlich bietet die 25 km lange A952 einen direkten Weg in Richtung Fraserburgh, während die A90 über Stonehaven verläuft und die A952 südlich von Fraserburgh wieder aufnimmt.

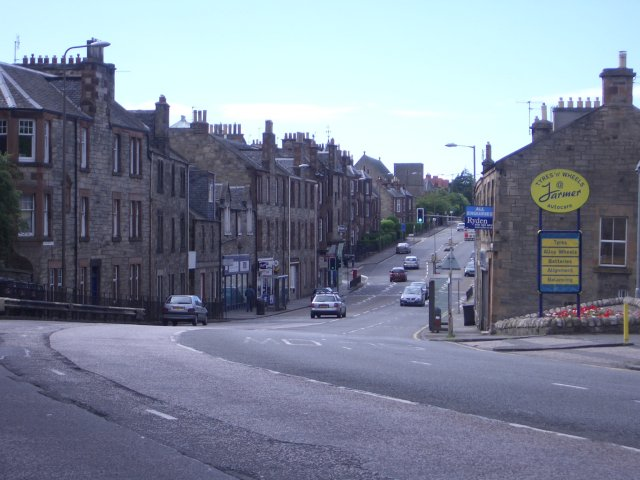
Die A90 im Zentrum von Edinburgh
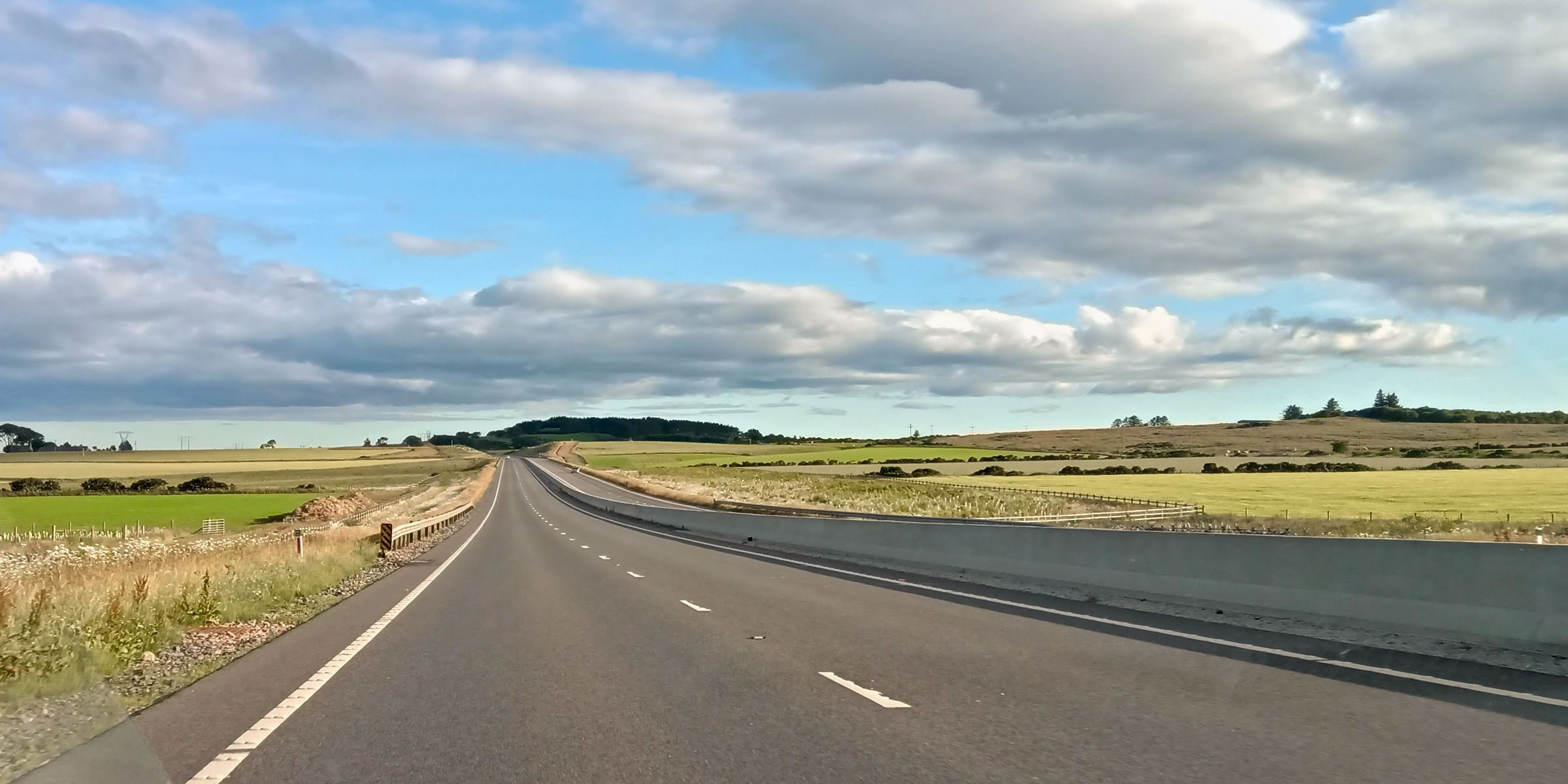
Die neue Umgehungsstraße von Aberdeen ersetzt ältere Abschnitte der A90 durch Aberdeen